# Zuidelijk Leger

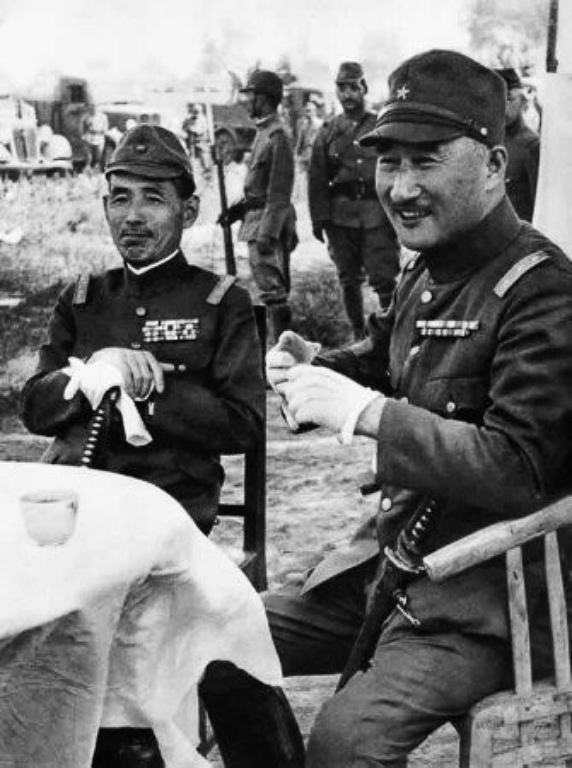
Generaal Hata (links) en Veldmaarschalk Terauchi (rechts)

Het Zuidelijk Leger of het Zuidelijk expeditieleger  (Japans: 南方軍, Nanpōgun) was een van de hoofdlegers van het Japans Keizerlijk Leger. Het Zuidelijk Leger werd opgericht op 6 november 1941. Het was verantwoordelijk voor  Zuidoost-Azië (India, Birma, Thailand, Indochina, Malaya en Singapore) en het zuidwestelijk deel van de Grote Oceaan (de  Filipijnen, Nederlands-Indië, Borneo, Australië, Nieuw-Guinea, de Bismarck-archipel, de Salomonseilanden en enkele omliggende gebieden). Het hoofdkwartier van het Zuidelijk Leger bevond zich in Saigon, Indochina.

## Commandant
- 6 november 1941 – einde van de oorlog: veldmaarschalk Hisaichi Terauchi

## Structuur van het Zuidelijk Leger aan het einde van de oorlog
- Legergroep Birma –Birma
  - 28e Leger –Birma
    - 54e divisie

  - 33e  Leger –Birma
    - 18e divisie

  - 31e divisie
  - 33e divisie
  - 49e divisie
  - 53e divisie
  - 24e Zelfstandig gemengde brigade
  - 72e Zelfstandig gemengde brigade
  - 105e Zelfstandig gemengde brigade
- Zevende Legergroep - Malaya
  - 16e Leger - Java
    - 48e divisie
    - 27e Zelfstandig gemengde brigade
    - 28e Zelfstandig gemengde brigade

  - 25e  Leger - Sumatra
    - 2e divisie van de Keizerlijke Garde
    - 25e Zelfstandig gemengde brigade

  - 29e Leger  - Malaya
    - 94e divisie
    - 35e Zelfstandig gemengde brigade
    - 36e Zelfstandig gemengde brigade
    - 37e Zelfstandig gemengde brigade
    - 70e Zelfstandig gemengde brigade

  - 46e divisie
  - 26e Zelfstandig gemengde brigade
  - Singapore defensiekrachten

- Veertiende Legergroep - Filipijnen
  - 35e Leger- Mindanao
    - 16e divisie
    - 30e divisie
    - 100e divisie
    - 102e divisie
    - 54e Zelfstandig gemengde brigade

  - 41e Leger –Luzon
    - 8e divisie
    - 1e divisie
    - 10e divisie
    - 19e divisie
    - 23e divisie
    - 26e divisie
    - 103e divisie
    - 105e divisie
    - 2e pantserdivisie
    - 4e luchtmachtdivisie, Luzon
    - 55e Zelfstandig gemengde brigade
    - 58e Zelfstandig gemengde brigade
    - 68e brigade
    - 1e vrijwilligergroep

- Achttiende Legergroep - Thailand
  - 15e Leger –Birma
    - 4 divisie
    - 56e divisie
    - 15e divisie
    - 22e divisie
    - 29e Zelfstandig gemengde brigade
- Tweede Leger - Nederlands-Indië
  - 5e divisie
  - 32e divisie
  - 35e divisie
  - 36e divisie
  - 57e Zelfstandig gemengde brigade
  - 128e Zelfstandig gemengde brigade
  - 2e brigade van de Japanse marine

- Achttiende Leger - Nieuw-Guinea
  - 20e divisie
  - 41e divisie
  - 51e divisie
- Zevenendertigste Leger -Borneo
  - 56e Zelfstandig gemengde brigade
  - 71e Zelfstandig gemengde brigade
- Achtendertigste Leger -Indochina –Thailand
  - 2e divisie
  - 21e divisie
  - 37e divisie –Thailand
  - 55e divisie
  - 34e Zelfstandig gemengde brigade
- Palau-groep - Palau
  - 14e divisie
  - 49e Zelfstandig gemengde brigade
  - 53e Zelfstandig gemengde brigade
- Derde Luchtvloot
  - 5e luchtmachtdivisie
  - 9e luchtmachtdivisie
  - 55e luchtmachtdivisie